# Antipolo
Antipolo (en inglés: City of Antipolo; en filipino: Lungsod ng Antipolo) es la ciudad capital de la Provincia de Rizal, en el centro de la isla de Luzón, ubicada a 150m sobre el nivel del mar a unos 25 kilómetros al este de Manila. Es la ciudad más grande en la región Región IV-A en términos de población. También es la séptima ciudad más poblada del país con 633.971 (2007).

## Administración
La ciudad de Antipolo se divide en 16 baragays.
| Barangayes    | Distritos | Población | Área (ha) | Densidad (/km²) |
| ------------- | --------- | --------- | --------- | --------------- |
| Bagong Nayon  | 1st       | 41,715    | 301.34    | 13,843.2        |
| Beverly Hills | 1st       | 1,940     | 28.76     | 6,745.5         |
| Calawis       | 2nd       | 3,978     | 5,581.12  | 71.3            |
| Cupang        | 2nd       | 76,247    | 568.23    | 13,418.3        |
| Dalig         | 2nd       | 41,047    | 406.48    | 10,098.2        |
| Dela Paz      | 1st       | 58,559    | 597.99    | 9,792.6         |
| Inarawan      | 2nd       | 17,740    | 959.90    | 1,848.1         |
| Mambugan      | 1st       | 43,563    | 368.21    | 11,831.0        |
| Mayamot       | 1st       | 46,949    | 540.74    | 8,682.4         |
| Muntingdilaw  | 1st       | 9,483     | 473.11    | 2,004.4         |
| San Isidro    | 1st       | 54,842    | 479.70    | 11,432.6        |
| San José      | 2nd       | 86,667    | 13,787.77 | 628.6           |
| San Juan      | 2nd       | 8,488     | 3,327.69  | 255.1           |
| San Luis      | 2nd       | 44,371    | 502.99    | 8,821.4         |
| San Roque     | 2nd       | 50,846    | 723.25    | 7,030.2         |
| Sta. Cruz     | 1st       | 47,536    | 725.52    | 6,552.0         |

## Geografía
Antipolo está en la mitad norte de la provincia de Rizal, cerca de su centro meridional. Se extiende en todo el ancho de la provincia.
Se encuentra en las laderas de la cordillera de la Sierra Madre. Gran parte de la ciudad se asienta sobre una meseta de un promedio de 150 metros. Tiene la segunda mayor área de la provincia con una superficie de 306,10 km². Las secciones norte y sur de la ciudad están en áreas de denso bosque de la Sierra Madre.

## Historia
La ciudad recibe su nombre del tipolo frutipan un árbol, el cual se encontraba en abundancia en la zona.
Misioneros franciscanos llegaron a Antipolo en 1578, y construyeron una iglesia en Boso-Boso. Que pronto fueron sustituidos en 1591 por jesuitas, que organizaron un pueblo alrededor de una parroquia. Por 1601, la población cristiana de Antipolo había crecido a alrededor de 3.000.
Pasó de ser un municipio a una ciudad de Rizal el 4 de abril de 1998 bajo el acta No 8508. La nueva ciudad capital provincial se inauguró en marzo de 2009 en reemplazo de la antigua ciudad capital de Pásig la cual había estado mucho tiempo fuera de la jurisdicción de la provincia de Rizal.  Se convirtió de municipio a una ciudad en una ciudad componente de la provincia de Rizal; después Pásing fue incluida en la Gran Manila en 1975.
El 14 de mayo de 2011 Antipolo fue declarada una ciudad altamente urbanizada por el presidente Benigno Aquino III sin embargo necesita ser aprobada por la ley.
La ciudad es famosa por ser un lugar de peregrinación. Que se enorgullece de ser la "Capital de peregrinación de las Filipinas." La imagen mariana de Nuestra Señora de la Paz y Buen Viaje y la Virgen de Antipolo, las cuales fueron traídas desde la Nueva España en 1626, y consagrado en la Catedral de Antipolo desde la época española.